# Olga Alexandrova
Olga Alexandrova, en ucraïnès: Ольга Александрова (Ucraïna, 28 de gener de 1978), és una jugadora d'escacs ucraïnesa, que representa actualment la Federació Espanyola. Té els títols de Mestre Internacional des de 2001 i de Gran Mestre Femení des de 1999. Està casada amb el GM català Miquel Illescas.
A la llista d'Elo de la FIDE del desembre de 2021, hi tenia un Elo de 2420 punts, cosa que en feia el jugador número 74 (absolut, en actiu) de l'estat espanyol, i la número 2 del rànquing femení. El seu màxim Elo va ser de 2462 punts, a la llista de gener de 2003 (posició 966 al rànquing mundial).

## Resultats destacats en competició
Va ser campiona d'Ucraïna femenina l'any 2004 a Aluixta, i va ser tercera, rere Àlvar Alonso i Miquel Illescas al campionat d'Espanya absolut l'any 2011 a Arenal d'en Castell, aconseguint així la millor classificació d'una dona en la història dels campionats d'Espanya absoluts.
El 2013 es proclamà Campiona femenina d'Espanya, a Linares, i repetí el títol al mateix lloc l'any 2014.

### Participació en competicions per equips
Alexandrova va participar representant Ucraïna a l'olimpíada d'escacs de 2004 a Calvià, i posteriorment a l'olimpíada de 2012 a Istanbul, representant Espanya (amb un total de 9 punts de 16 partides, un 56,3%).
També ha participat, representant Espanya, en el Campionat d'Europa per equips en una ocasió, l'any 2011 a Porto Carras (amb un total de 5 punts de 8 partides, un 62,5%).
El 2015 formà part del primer equip del Club Escacs Barcelona-UGA que guanyà la Divisió d'Honor del 2015, la màxima categoria de la Lliga Catalana d'Escacs.

#### Participació en olimpíades d'escacs
| Any  | Olimpíada       | Ciutat   | Elo propi | Tauler     | Partides | Guanyades | Taules | Perdudes | %     | Posició indiv. | Posició equip |
| ---- | --------------- | -------- | --------- | ---------- | -------- | --------- | ------ | -------- | ----- | -------------- | ------------- |
| 2004 | XXXVI Olimpíada | Calvià   | 2442      | 1r suplent | 7        | 1         | 4      | 2        | 42,9% | 51             | 18            |
| 2012 | XL Olimpíada    | Istanbul | 2417      | 2n         | 9        | 4         | 4      | 1        | 66,7% | 11             | 32            |

#### Taula de participacions en Campionats d'Europa per equips
| Any  | Europeu                  | Ciutat       | Elo propi | Tauler | Partides | Guanyades | Taules | Perdudes | %     | Posició indiv. | Posició equip |
| ---- | ------------------------ | ------------ | --------- | ------ | -------- | --------- | ------ | -------- | ----- | -------------- | ------------- |
| 2011 | XVIII Europeu per equips | Porto Carras | 2423      | 1r     | 8        | 4         | 2      | 2        | 62,5% | 17             | 11            |